# Fall River (Henrys Fork)
Der Fall River ist ein etwa 103 km langer, linker Nebenfluss des Henrys Fork in den US-Bundesstaaten Wyoming und Idaho. Er entwässert den südwestlichen Teil des Yellowstone-Nationalparks sowie Teile der nordöstlichen Snake River Plain in Idaho. 

## Geschichte
Historisch wurde der Fluss bereits in den 1830er-Jahren von Trappern und Prospektoren als Middle Fork of the Snake River oder als Fall River oder Falls River bezeichnet. Er wurde 1872 offiziell vom Hayden Geological Survey als Fall River bezeichnet, sodass das U.S. Board on Geographic Names 1997 auf Wunsch der Behörden den offiziellen Namen in Fall River änderte.

## Verlauf
Der Fall River entspringt unweit der kontinentalen Wasserscheide auf dem Pitchstone Plateau im Südwesten des Yellowstone-Nationalparks im nördlichen Teton County in Wyoming auf einer Höhe von etwa 2700 m. Er fließt zunächst in südliche, später in südwestliche Richtung und wendet sich nördlich des Grassy Lake Reservoir nach Westen. Im Verlauf durch die Birch Hills fällt er über mehrere Wasserfälle hinab und erreicht das Fall River Basin. In mäandrierendem Verlauf fließt der Fall River durch die Hochebene und erhält mit Mountain Ash Creek und Bechler River seine wichtigsten Zuflüsse. Er fällt über die Cave Falls hinab, verlässt den Nationalpark und erreicht den Caribou-Targhee National Forest. In nun südwestlichem Verlauf erreicht der Fall River das Fremont County in Idaho und wendet sich bei Erreichen der nordöstlichen Snake River Plain erneut nach Westen. Südlich von Ashton unterquert der Fluss den Idaho State Highway 32 und erhält mit dem Conant Creek seinen längsten Zufluss. Weiter westlich unterquert der Fall River den U.S. Highway 20 und mündet bei Chester nach rund 103 km auf einer Höhe von 1538 m in den hier nach Südwesten fließenden Henrys Fork. Am Unterlauf des Fall River zweigen mehrere Bewässerungskanäle ab.

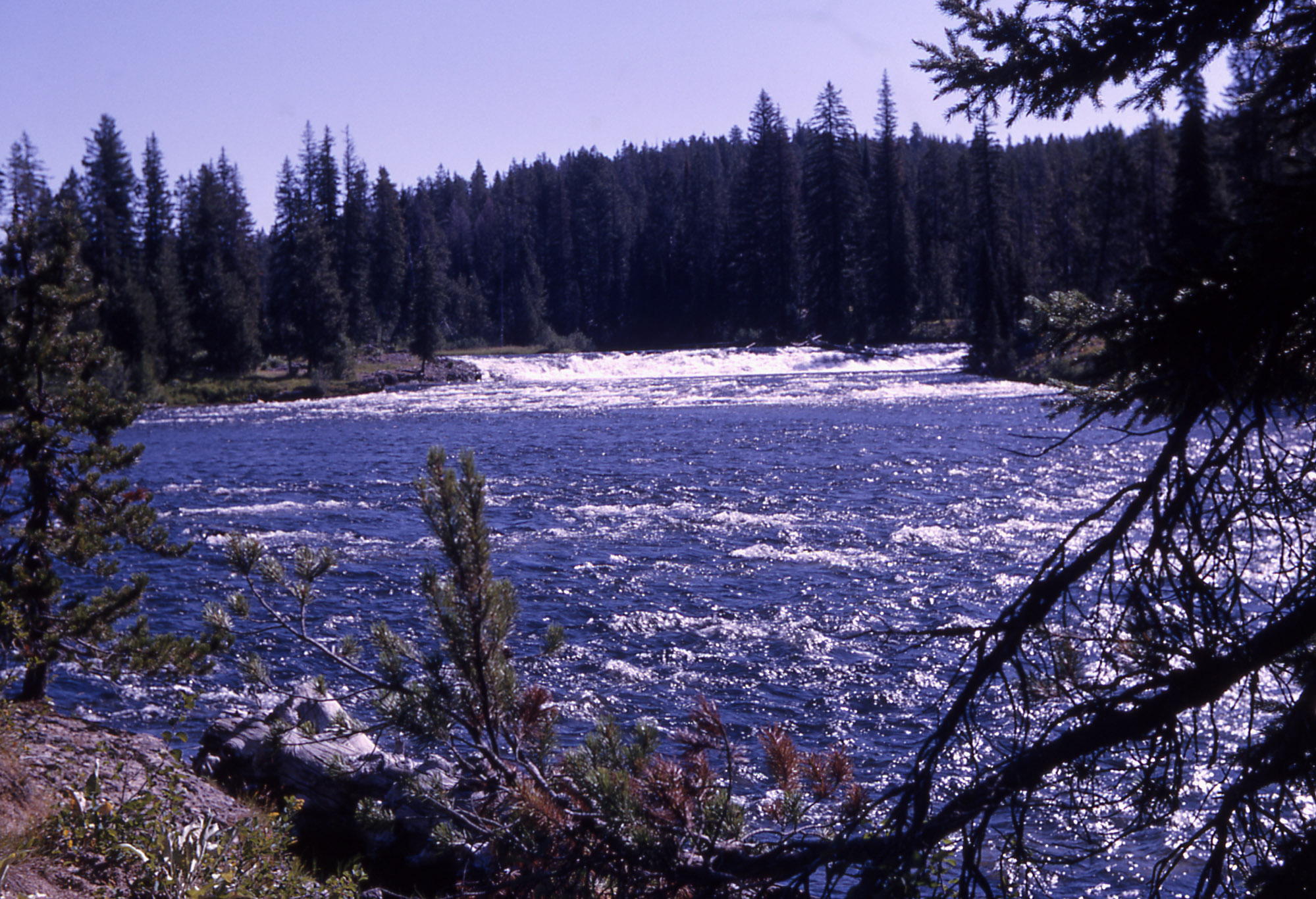
Fall River, 1964
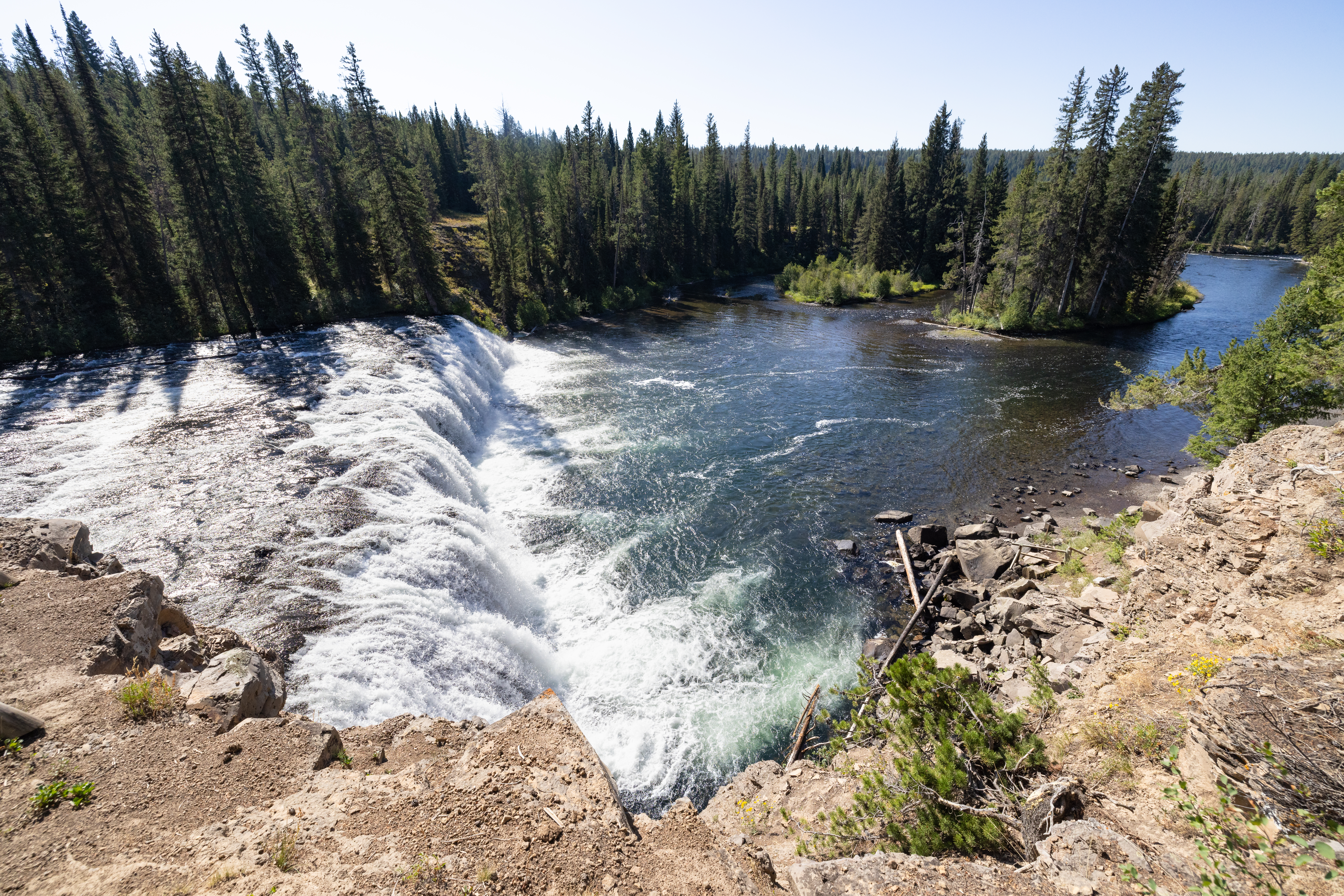
Fall River an den Cave Falls
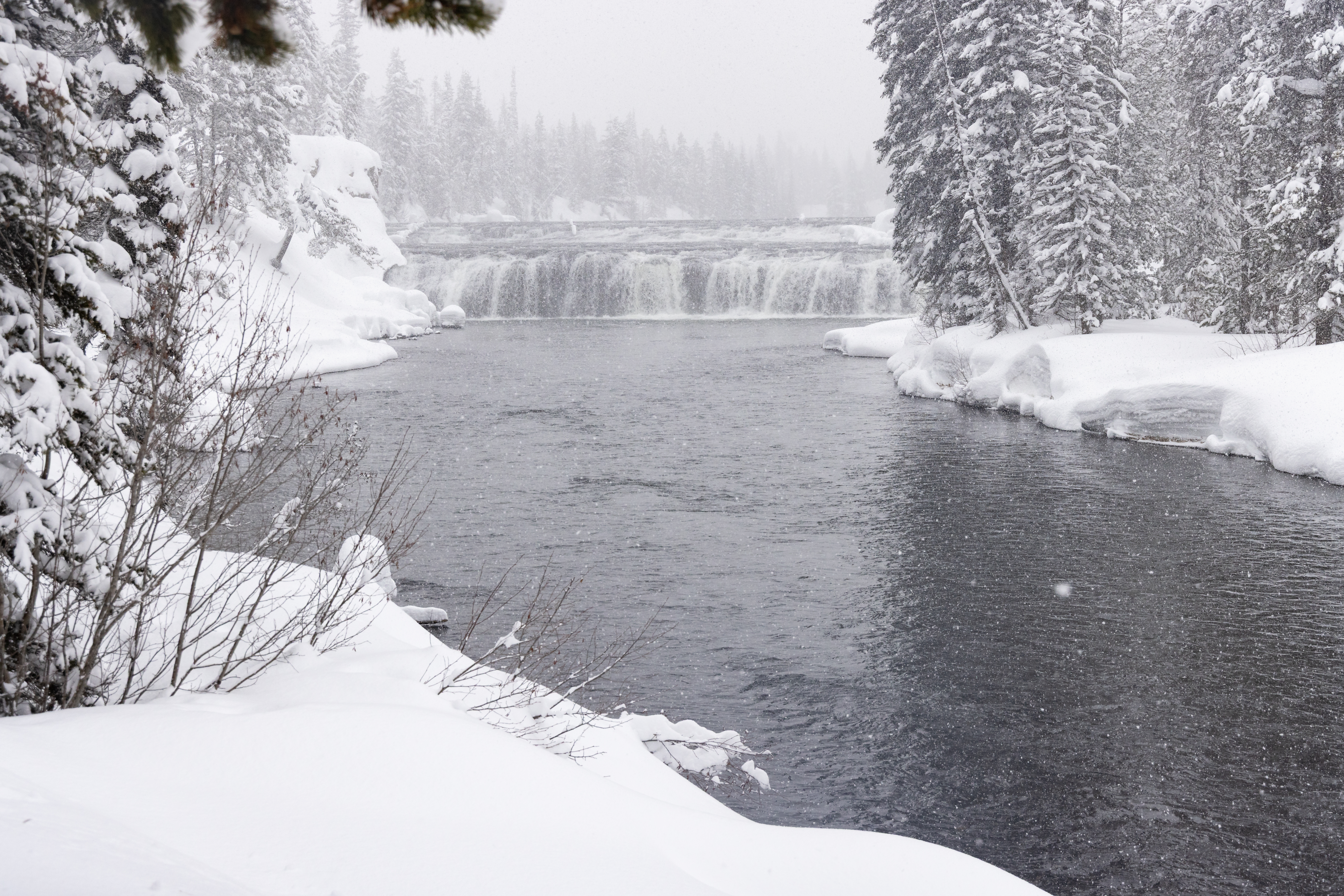
Der Fluss im Winter

## Hydrologie
Der Fall River ist als Nebenfluss des Henrys Fork Teil des Einzugsgebietes des Snake River, der über den Columbia River in den Pazifischen Ozean entwässert. Das Einzugsgebiet des Fall River umfasst ein Areal von etwa 1310 km² und grenzt an die Einzugsgebiete von Little Firehole River im Norden, Firehole River im Nordosten, Lewis River im Osten, Snake River und Berry Creek im Südosten, Bitch Creek im Süden, Teton River im Südwesten sowie Henrys Fork, Warm River und Robinson Creek im Nordwesten. Der mittlere Abfluss am Pegel Squirrel beträgt 24,22 m³/s, die größten Abflüsse finden sich in den Monaten Mai, Juni und Juli. Aufgrund der Ableitung in Bewässerungskanäle in der Snake River Plain sinkt der Abfluss bis zur Mündung auf 20,47 m³/s. Hier fließen in Mai und Juni die größten Wassermengen ab.

## Wasserfälle
Der Fall River liegt im abgelegenen südwestlichen Teil des Yellowstone-Nationalparks, der als Cascade Corner bekannt ist und 1921 von Superintendent Horace Albright für die Fülle von Wasserfällen und Kaskaden in den Einzugsgebieten der Flüsse Fall River und Bechler River benannt wurde. Ein Großteil der Wasserfälle im Yellowstone-Nationalpark befinden sich im Einzugsgebiet des Fall River. Am Fluss selbst befinden sich mit Cascade Acres, Terraced Falls, Rainbow Falls, Cave Falls und Sheep Falls insgesamt fünf größere Wasserfälle.

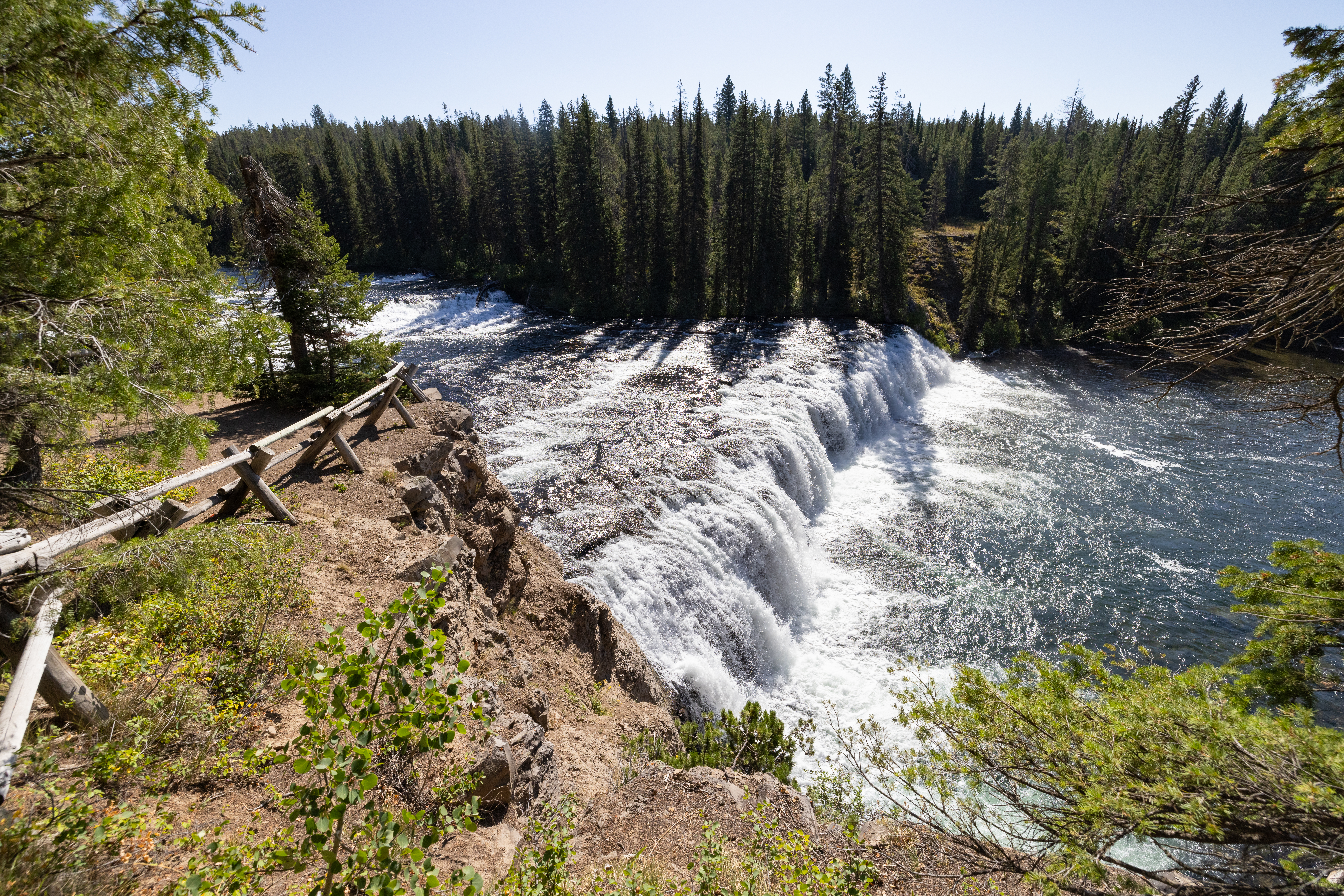
Cave Falls, 6 m
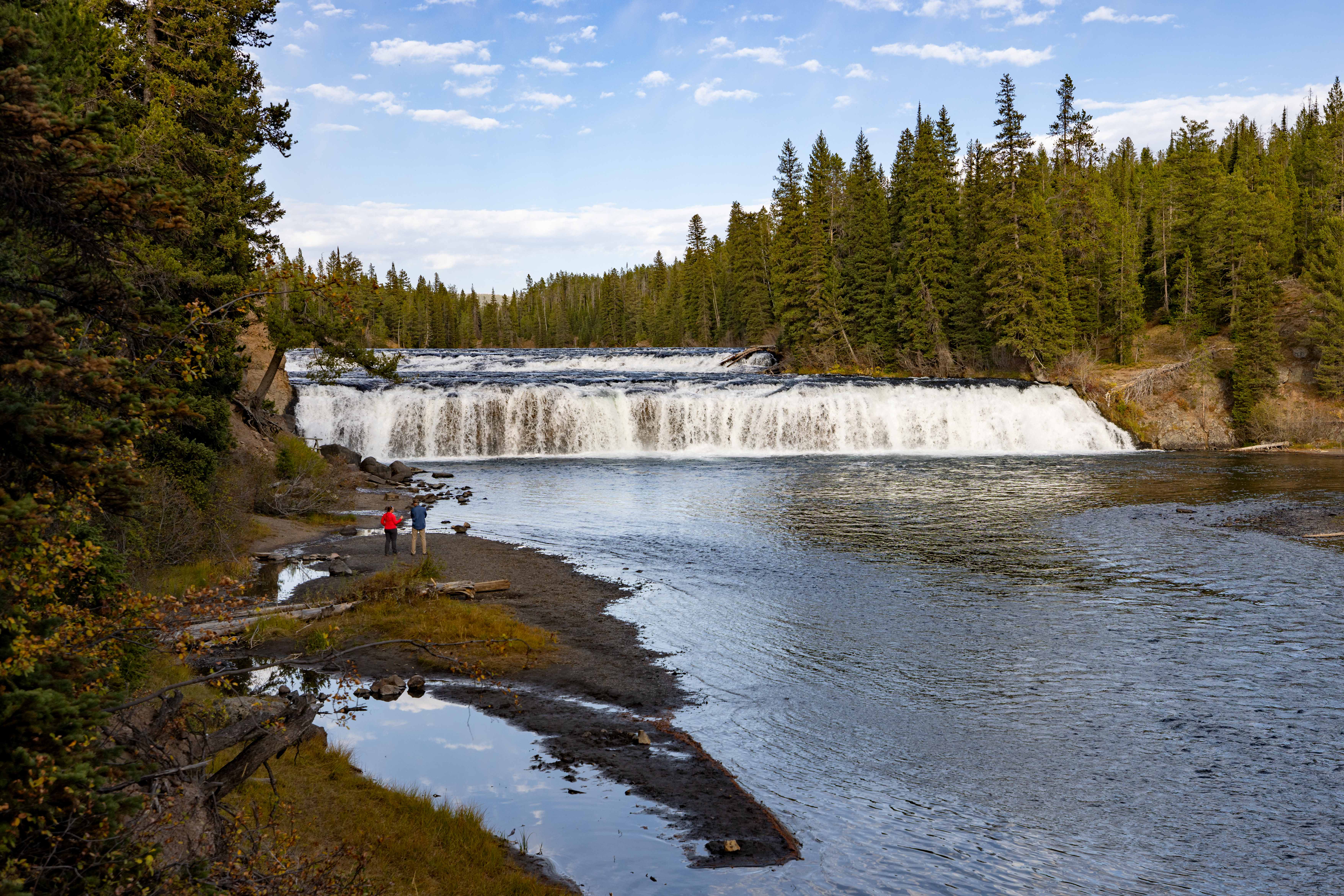
Cave Falls, 6 m
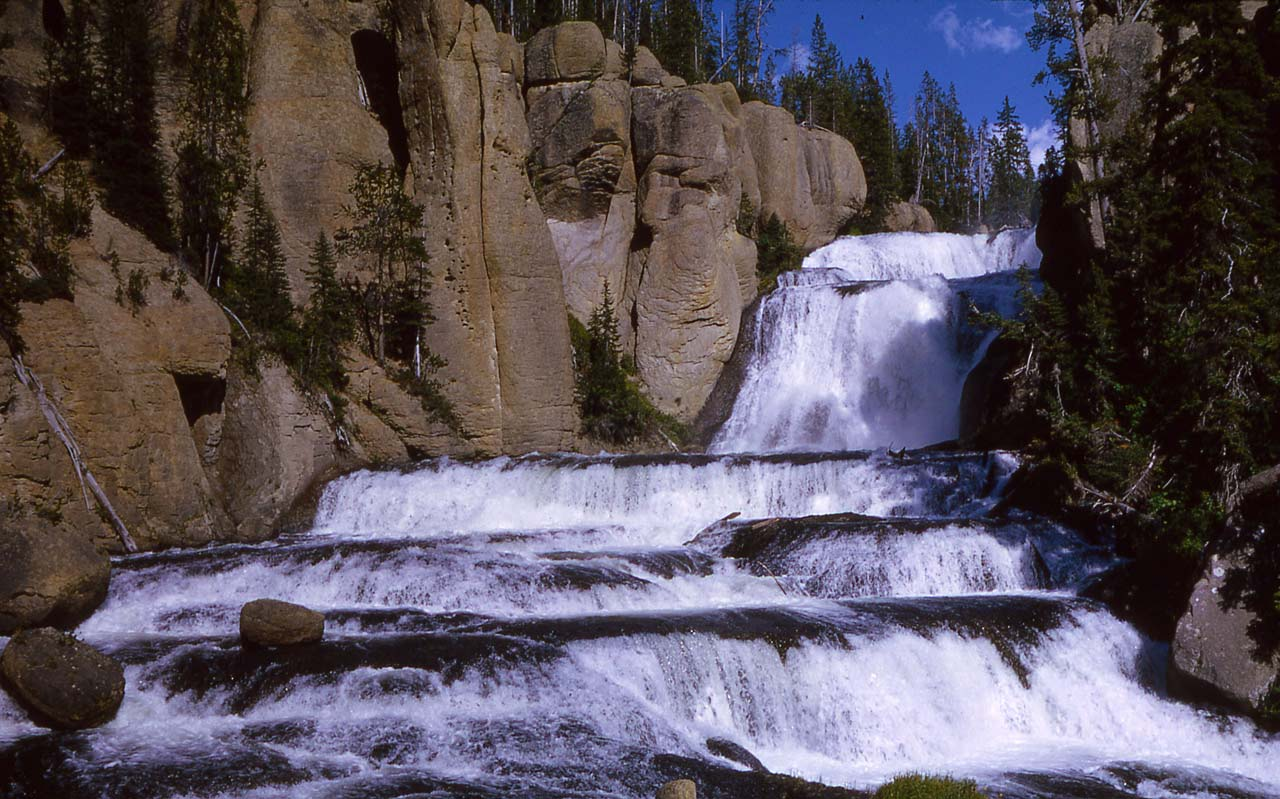
Terraced Falls, 40 m
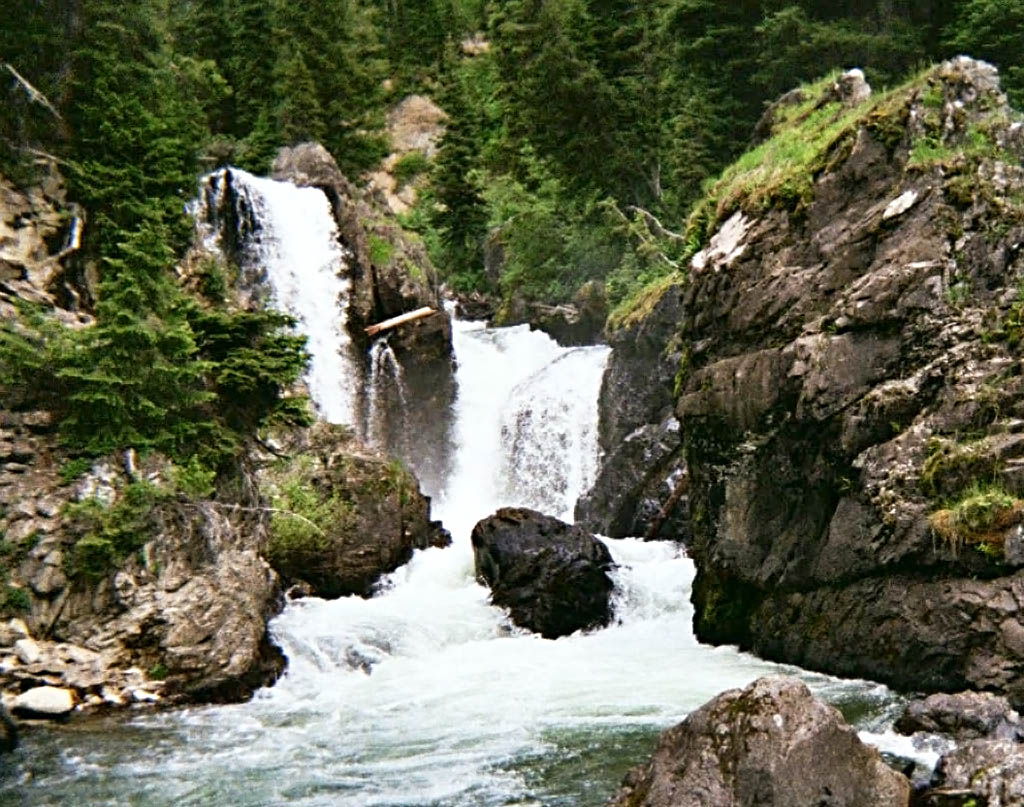
Rainbow Falls, 17 m

## Angeln
Obwohl sich der Fall River in der abgelegenen Cascade Corner des Parks befindet, ist er bei lokalen Anglern beliebt. Es enthält meist Cutthroat-Forellen, Regenbogenforellen und Bachforellen. Aufgrund des Frühjahrsabflusses ist der Fluss in der Regel erst ab Mitte Juli fischbar und der Zugang ist schwierig. Innerhalb des Parks ist der obere Teil des Flusses über die Grassy Lake Road erreichbar, die in der Nähe des südlichen Eingangs zum Park beginnt, während die unteren Abschnitte über die Cave Falls Road in Idaho erreichbar sind. Sobald der Fall River das Gebiet des Parks verlässt, ist er an verschiedenen Orten über die Highways in Idaho zugänglich.

## Belege
1. ↑  Richard (Beaver Dick): Liegh refers to Fall River as the Middle Fork in his journals. See Beaver Dick, The Honor and The Heartbreak by Thompson and Tompson. Hrsg.: Jelm Mountain Press. 1981, ISBN 0-936204-26-5.
2. 1 2  Whittlesey, Lee (1996): Yellowstone Place Names. Hrsg.: Wonderland Publishing Company. Gardiner, MT, ISBN 1-59971-716-6.
3. ↑  Fall River (Henrys Fork). In: Geographic Names Information System. United States Geological Survey, United States Department of the Interior (englisch).
4. ↑  USGS 13046995 FALL RIVER AB YELLOWSTONE CANAL NR SQUIRREL ID. Abgerufen am 10. Juni 2025.
5. ↑  USGS 13049500 FALL RIVER NR CHESTER ID. Abgerufen am 10. Juni 2025.
6. ↑  Mathews, Craig; Molinero, Clayton (1997): The Yellowstone Fly-Fishing Guide—An authoritative guide to the waters of Yellowstone National Park. Hrsg.: The Lyons Press. Guilford, CT, ISBN 1-55821-545-X.
7. ↑  Parks, Richard (1998): Fishing Yellowstone National Park. Hrsg.: Falcon Press. Helena, MT, ISBN 1-56044-625-0.